# Armando Marques (sportskytt)
Armando da Silva Marques, född 1 maj 1937 i Carnaxide, är en portugisisk före detta sportskytt.
Han tävlade i olympiska spelen 1964, 1972 samt 1976. Han blev olympisk silvermedaljör i trap vid sommarspelen 1976 i Montréal.